# Kollemorten
Kollemorten – miasto w Danii, w regionie Dania Południowa, w gminie Vejle.